# برزا (سینیتسا)
برزا (به صربی: Breza) یک روستا در صربستان است که در سینیتسا واقع شده‌است. برزا ۲۱۲ نفر جمعیت دارد.